# Gemma Gili Giner
Gemma Gili Giner (Castelló de la Plana, 21 de maig de 1994) és una futbolista valenciana, arquitecta de professió. Juga com a migcampista al Sevilla F. C. Femení de la Primera Divisió Femenina d'Espanya.

## Trajectòria
Es va formar al Llevant UE, i el 2008 va fitxar pel València Femení, club en el qual es va mantenir per quatre anys, encara que sense aconseguir cap títol. Posteriorment decideix canviar d'ambient, motiu pel qual se'n va al FC Barcelona l'any 2012. Arriba al grup quan aquest estava al seu millor moment, després d'haver guanyat la Lliga, ràpidament es veuen els bons resultats en guanyar novament el títol de Lliga, però aquesta vegada també aconseguirien la Copa de la Reina, fet mai assolit per un altre club anteriorment, al qual se li sumava la Copa Catalunya obtinguda a principi de temporada.
El 2019 va abandonar el FC Barcelona, després d'haver-hi jugat durant set temporades, i d'haver-hi guanyat tres Lligues i quatre Copes de la Reina, per tornà de nou al Llevant, on jugà la temporada 2019/20. En aquell mateix 2020 fitxà per la Reial Societat durant tres anys, al final dels quals signà el contracte com a jugadora del Sevilla Femení.
Durant les pràctiques dels seus estudis d'arquitectura va dissenyar les banquetes de l'Estadi Johan Cruyff.

## Selecció espanyola

### Sub-17
L'any 2010, participa en el Campionat Europeu sub-17 en el qual La Roja aconsegueix fàcilment la fase final on es van interposar davant els Països Baixos, per en la final vèncer en els penals a Irlanda. A l'any següent és inclosa en la nòmina per al mateix campionat, novament passen a la fase final aquesta vegada s'enfronten a Islàndia amb un resultat de 4-0, en l'últim partit es mesuren davant França en un partit tancat, marcant la diferència espanyola a la final.

### Sub-19
En el 2013 participa en les classificatòries per al Campionat Europeu sub-19, els resultats van ser dolents quedant eliminades amb sols una victòria i dues derrotes.

## Palmarès

### Campionats estatals[3]
| Títol                     | Club         | Any     |
| ------------------------- | ------------ | ------- |
| Primera Divisió espanyola | FC Barcelona | 2012/13 |
| Primera Divisió espanyola | FC Barcelona | 2013/14 |
| Primera Divisió espanyola | FC Barcelona | 2014/15 |
| Copa de la Reina          | FC Barcelona | 2013    |
| Copa de la Reina          | FC Barcelona | 2016/17 |
| Copa de la Reina          | FC Barcelona | 2017/18 |

### Campionats internacionals[1]
| Títol                    | Club               | País de la seu | Any  |
| ------------------------ | ------------------ | -------------- | ---- |
| Campionat Europeu sub-17 | Selecció espanyola | Suïssa         | 2010 |
| Campionat Europeu sub-17 | Selecció espanyola | Suïssa         | 2011 |

### Campionats estatals[3][11]
| Títol          | Club         | País      | Any     |
| -------------- | ------------ | --------- | ------- |
| Copa Catalunya | FC Barcelona | Catalunya | 2012/13 |
| Copa Catalunya | FC Barcelona | Catalunya | 2014/15 |
| Copa Catalunya | FC Barcelona | Catalunya | 2015/16 |
| Copa Catalunya | FC Barcelona | Catalunya | 2016/17 |
| Copa Catalunya | FC Barcelona | Catalunya | 2017/18 |